# Rosa davurica
Rosa davurica es una especie de planta del género Rosa, de la familia Rosaceae.

## Taxonomía
Rosa davurica fue descrita por Pall. en 1788.

## Distribución
Se encuentra en el territorio de Siberia hasta el Extremo Oriente ruso, en Corea del Sur y Corea del Norte.